# Tram van Bern

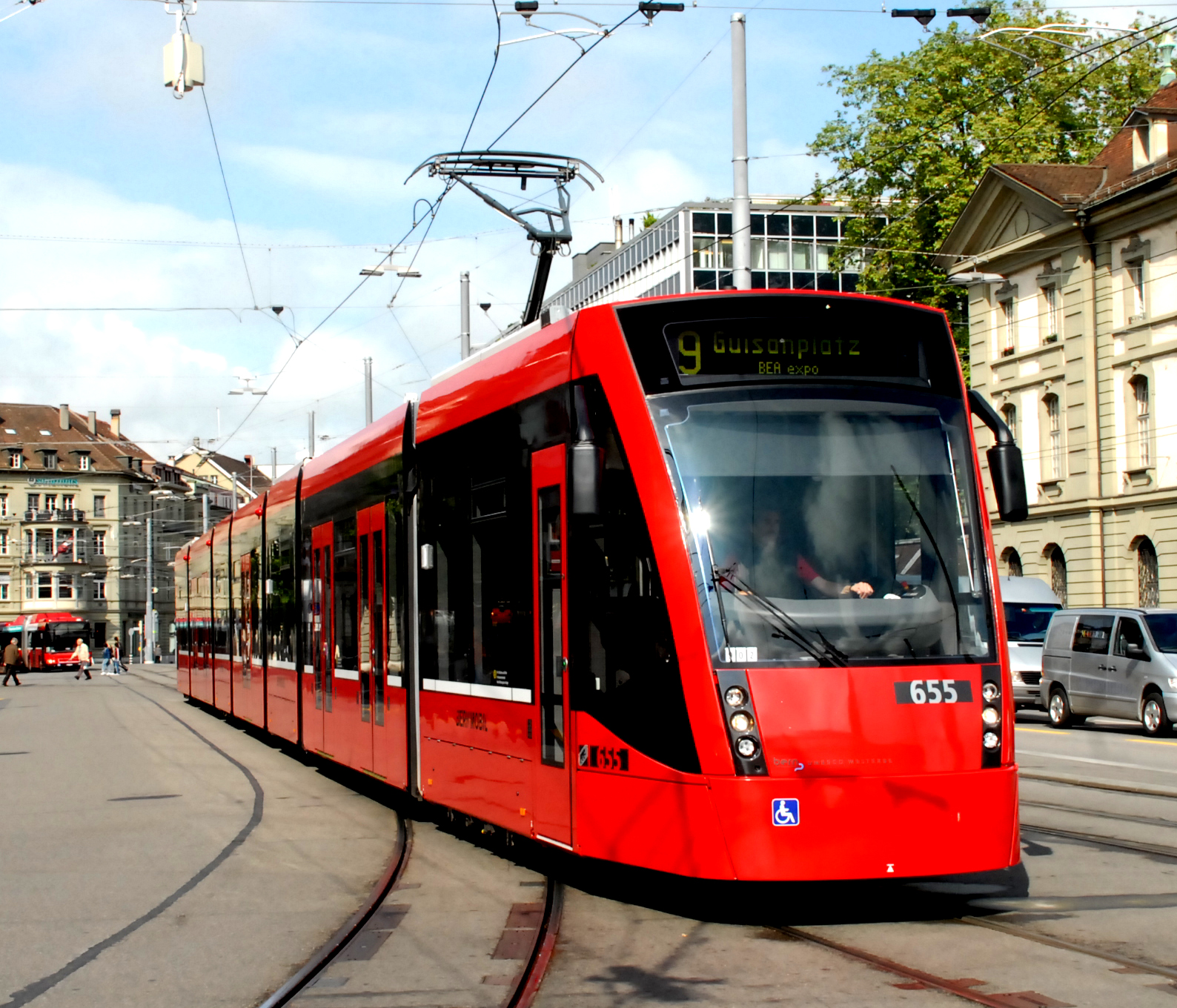
Tram in het centrum van Bern

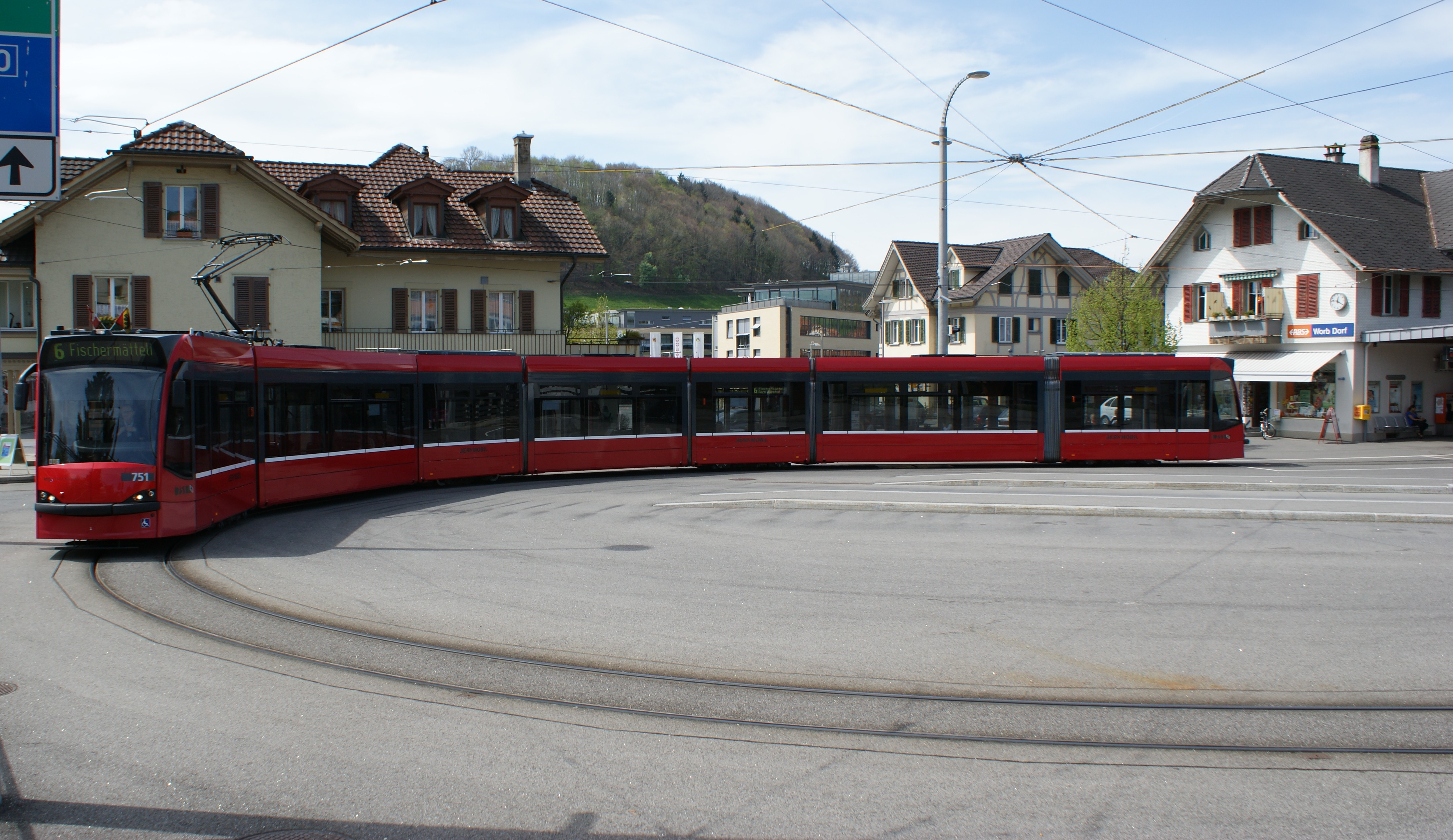
Combino-tram aan het eindpunt Worb Dorf van lijn 6

De tram van Bern is een van de vormen van openbaar vervoer in de hoofdstad van Zwitserland.
In 1890 werd de eerste tramlijn in Bern aangelegd door het private bedrijf Berner Tramway-Gesellschaft. Deze tramlijn werd geëxploiteerd met trams die werden aangedreven door luchtdruk. Vier jaar later werd er nog een stoomtramlijn aangelegd. In 1900 nam de gemeente beide tramlijnen over en vanaf 1901 werd het tramnet geëlektrificeerd.

## Kenmerken
De tram in Bern wordt geëxploiteerd door stadsvervoerbedrijf Bernmobil. In 2005 vervoerde Bernmobil 29,7 miljoen mensen per tram. In 2006 was het metersporige tramnet 17,4 kilometer lang en telde het 41 haltes. Daarna vonden uitbreidingen plaats, onder meer met het project TramBernWest.
Het netwerk wordt sinds 2011 bediend door vijf lijnen. Het centrale traject loopt tussen de haltes Hirschengraben en Zytglogge via de halte Bahnhof (het station Bern). Hier volgen de vijf lijnen dezelfde route of een deel ervan. Regionalverkehr Bern-Solothurn (RBS) exploiteerde een interlokale tramdienst (lijn G) tussen Bern Zytglogge en Worb, die in 2010 werd opgenomen in lijn 6. Het project TramBernWest heeft voorzien in een nieuwe tramlijn naar het westen van de stad (lijnen 7 en 8). Verder werd tramlijn 9 vanaf het eindpunt Guisanplatz verlengd naar S-Bahnstation Wankdorf.

### Lijnen (2014)

Lijnennet

- Lijn 3: Weissenbühl – Beaumont – Eigerplatz – Hasler – Kocherpark – Hischengraben – Bahnhof (lengte 2 km)
- Lijn 6: Fischermätteli – Munzinger – Pestalozzi – Cäcilienstrasse – Brunnhof – Kaufmännischer Verband – Kocherpark – Hirschengraben – Bahnhof – Bärenplatz – Zytglogge – Helvetiaplatz – Brunnadernstrasse – Egghölzli - Muri - Seidenberg - Melchenbühl - Gümligen Bahnhof - Hofgut - Siloah - Scheyenholz - Rüfenacht - Langenloh - Worb Dorf (lengte 13 km)
- Lijn 7: Ostring - Sonnenhof - Burgernziel - Brunnadernstrasse - Thunplatz - Luisenstrasse - Helvetiaplatz - Zytglogge - Bärenplatz - Bahnhof - Hirschengraben - Kocherpark - Kaufmännischer Verband - Loryplatz - Schlossmatte - Steigerhubel - Ausserholligen Bahnhof Bümpliz Unterführung - Bümpliz Höhe - Bümpliz Post - Bachmätteli - Statthalterstrasse - Bümpliz (lengte 8,1 km)
- Lijn 8: Brünnen Westside Bahnhof - Ramuzstrasse - Gäbelbach - Holenacker - Tscharnergut - Bethlehem Kirche - Bethlehem Säge - Stöckacker - Bümpliz Unterführung - Ausserholligen Bahnhof - Steigerhubel - Schlossmatte - Loryplatz - Kaufmännischer Verband - Kocherpark - Hirschengraben - Bahnhof - Bärenplatz - Zytglogge - Helvetiaplatz - Luisenstrasse - Thunplatz - Brunnadernstrasse - Weltpostverein - Egghölzli - Wittigkofen - Saali (lengte 10,4 km)
- Lijn 9: Wabern – Eicholz – Gurtenbahn – Sandrain – Schönegg – Wander – Sulgenau – Monbijou – Hirschengraben – Bahnhof – Bärenplatz – Zytglogge – Kursaal – Viktoriaplatz – Spitalacker – Breitenrain – Parkstrasse – Guisanplatz Expo - Wankdorf Center - Wankdorfplatz - Wankdorf Bahnhof (lengte 6 km)

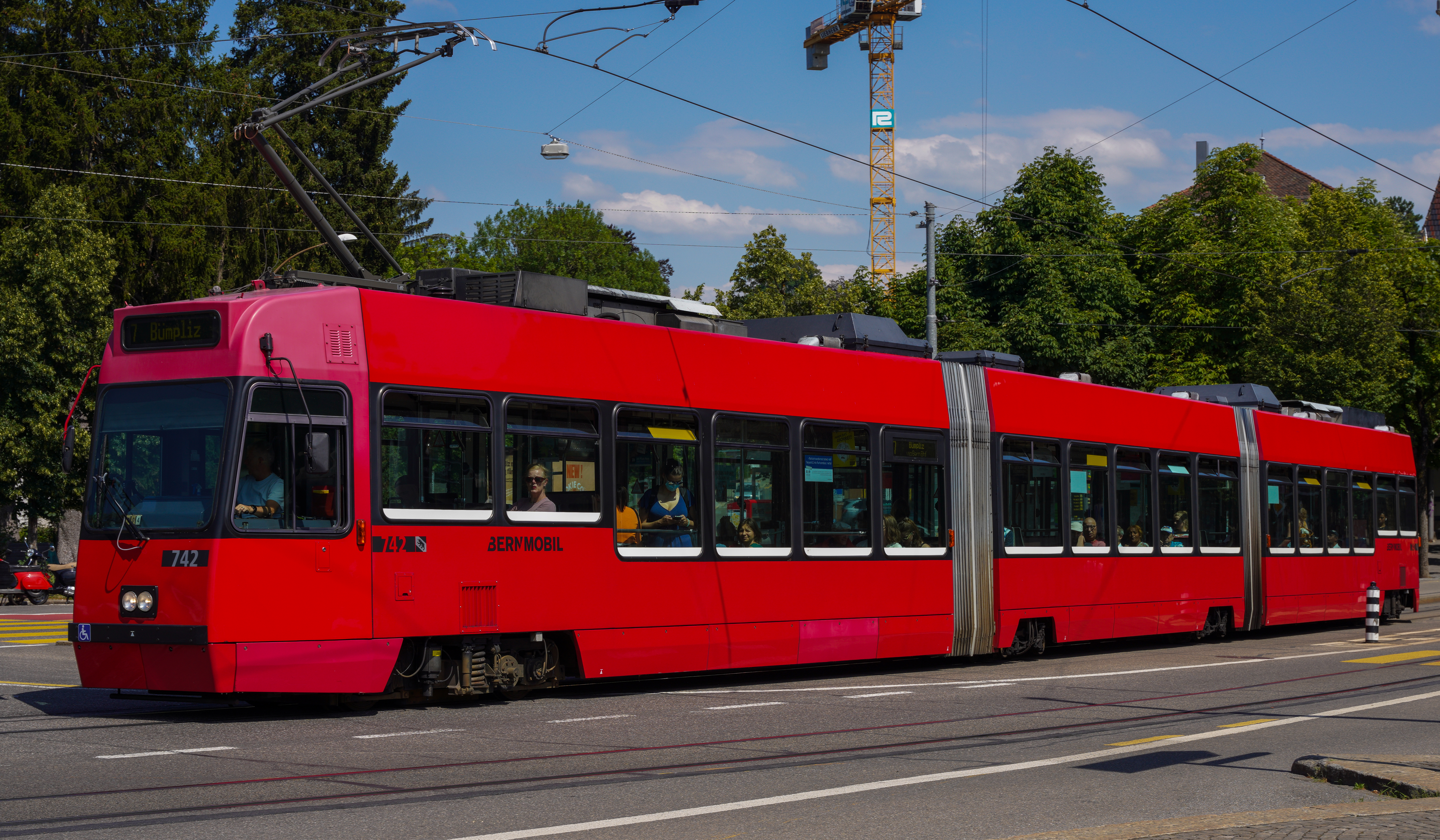
Vevey tram.

## Materieel
De tramdiensten van Bernmobil wordt uitgevoerd met eenrichtingtrams.
- In 1973 hebben SWS Schlieren en Brown Boveri 16 dubbelgelede trams geleverd.
- In 1989-1990 bouwde de Zwitserse fabrikant Vevey 12 lagevloertrams.
- In 2002-2003 leverde Siemens 15 Combino's en in 2009-2010 nog eens 22.

### Voormalig

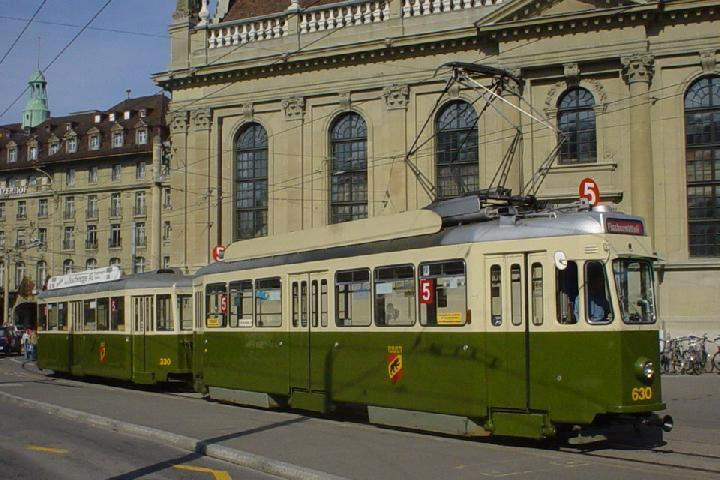
Standaardstel uit tweede serie

In 1947 werden Zwitserse standaardtrams in dienst gesteld bestaande uit motorwagens (serie 101–115, vanaf 1986 nummers 601–615) en bijwagens (serie 321–330). In 1960-1961 kwamen nog 10 motorwagens (serie 121-130, vanaf 1986 621-630) en 10 bijwagens (serie 331-340). De eerste serie reed tot 1997 en de tweede serie tot 2003. Een aantal wagens werd verkocht aan het Roemeense Iasi.